# Кусторф
Кусторф (нім. Kuhstorf) — громада в Німеччині, розташована в землі Мекленбург-Передня Померанія. Входить до складу району Людвігслуст-Пархім. Складова частина об'єднання громад Гагенов-Ланд.
Площа — 15,02 км2. Населення становить 733 ос. (станом на 31 грудня 2020).